# Anoba
Anoba es un género monotípico de lepidópteros perteneciente a la familia Erebidae. Es el género tipo de la subfamilia Anobinae; antes se lo clasificaba en la subfamilia Calpinae. Su única especie: Anoba trigonoides Walker, 1858, es originaria de América del Sur y América Central, incluyendo Costa Rica, Paraguay y Brasil.